# پرتقال کوکی
پرتقال کوکی (انگلیسی: A Clockwork Orange) یک رمان کمدی سیاه هجوآمیز پادآرمان‌شهری از نویسنده انگلیسی آنتونی برجس است که توسط هاینمن در سال ۱۹۶۲ منتشر شد. فیلم پرتقال کوکی استنلی کوبریک اقتباسی از این رمان است. داستان در آینده‌ای نزدیک رخ می‌دهد، در زمانه‌ای که خرده‌فرهنگ خشونت در میان نسل جوان جامعه رواج دارد. الکس، قهرمان نوجوان داستان، رفتارهای خشن خود را روایت می‌کند. تفریح او و دوستانش آزار فیزیکی و جنسی شهروندان بی‌گناه است. طی یکی از این ماجراها، الکس دستگیر می‌شود و به زندان می‌افتد. دولت مدعی است روش جدیدی برای اصلاح مجرمان یافته که می‌تواند جایگزین زندان شود. الکس داوطلبانه تن به این درمان می‌دهد اما درمی‌یابد که این روش جدید چیزی کم از شکنجه و خشونت دولتی ندارد. کتاب تا حدی به زبان مخفی (آرگو) به نام ندست نوشته شده که متأثر از زبان روسی است. «ندست» پسوند روسی معادل -teen در زبان انگلیسی است. به گفته بورجس، نوشتن این «نغزنامه» (jeu d'esprit) سه هفته طول کشیده است.